# Gefährdendes Verbreiten personenbezogener Daten
Das gefährdende Verbreiten personenbezogener Daten ist ein in § 126a des deutschen Strafgesetzbuches normiertes Vergehen, das mit Freiheitsstrafe bis zu drei Jahren oder Geldstrafe bestraft wird.
Der mit Wirkung zum 22. September 2021 eingeführte Tatbestand richtet sich dabei insbesondere gegen das Verbreiten sogenannter Todes- oder Feindeslisten (sog. Doxing). Bereits 1992 rief die rechtsextreme Broschüre Der Einblick dazu auf, „möglichst viele personenbezogene Daten über die antifaschistischen Gewalttäter sowie deren Unterstützer bis hin ins bürgerliche Lager zu sammeln und abrufbar zu dokumentieren“. Das Phänomen etablierte sich unter anderem in der rechtsextremen Szene und wurde vom Mittel der Wahl in privaten Fehden im Netz zur politischen Waffe gegen Politiker, Prominente und Journalisten. Unmittelbarer Anstoß für den Gesetzesentwurf war dann die 2018 bekannt gewordene Feindesliste des rechtsextremen Netzwerks Nordkreuz.
Kritisiert wird, dass der Straftatbestand eine Vorverlagerung der Strafbarkeit darstelle. Auch bestehe die Gefahr der Kriminalisierung unliebsamer journalistischer oder zivilgesellschaftlicher Berichterstattung.

## Wortlaut
1. eines gegen sie gerichteten Verbrechens oder
2. einer gegen sie gerichteten sonstigen rechtswidrigen Tat gegen die sexuelle Selbstbestimmung, die körperliche Unversehrtheit, die persönliche Freiheit oder gegen eine Sache von bedeutendem Wert
auszusetzen, wird mit Freiheitsstrafe bis zu zwei Jahren oder mit Geldstrafe bestraft.
(2) Handelt es sich um nicht allgemein zugängliche Daten, so ist die Strafe Freiheitsstrafe bis zu drei Jahren oder Geldstrafe.
Durch den Verweis auf § 86 StGB, der das Verbreiten von Propagandamitteln verfassungswidriger und terroristischer Organisationen unter Strafe stellt, ist auch das gefährdende Verbreiten personenbezogener Daten nicht strafbar, wenn es sozialadäquat ist und „die Handlung der staatsbürgerlichen Aufklärung, der Abwehr verfassungswidriger Bestrebungen, der Kunst oder der Wissenschaft, der Forschung oder der Lehre, der Berichterstattung über Vorgänge des Zeitgeschehens oder der Geschichte oder ähnlichen Zwecken dient“ (§ 86 Abs. 4 StGB).

## Kriminologie / Statistik
In der Polizeilichen Kriminalstatistik wurde zu Beginn des Jahres 2022 der Schlüssel 620016 mit dem Text „Strafbarkeit sogenannter Feindeslisten § 126a StGB“ eingeführt. Ab 2022 sollten diese Delikte also unter dem Schlüssel 620000 subsumiert werden.
Nordrhein-Westfalen berichtet in ihren PKS für 2022 von 9 Fällen und 2023 von 37 Fällen. Rechnet man das als repräsentativ für Gesamtdeutschland hoch, so ergeben sich jährlich deutschlandweit  41 bis 171 Fälle.